# سيرجيو رومان بالاسيوس
سيرجيو رومان بالاسيوس (بالإسبانية: Sergio Roman Palacios) (21 مايو 1995 في كولومبيا - ) هو لاعب كرة قدم كولومبي في مركز حراسة المرمى. لعب مع أونس كالداس.

## وصلات خارجية
- سيرجيو رومان بالاسيوس على موقع قاعدة بيانات كرة القدم.إي يو (الإنجليزية)
- سيرجيو رومان بالاسيوس على موقع Soccerway.com (الإنجليزية)
- سيرجيو رومان بالاسيوس على موقع AS.com (الإسبانية)